# Ante Šimundža
Ante Šimundža (Maribor, 28 settembre 1971) è un allenatore di calcio ed ex calciatore sloveno, di ruolo attaccante, tecnico del Maribor.

## Statistiche

### Cronologia presenze e reti in nazionale
| Cronologia completa delle presenze e delle reti in nazionale ― Slovenia | Cronologia completa delle presenze e delle reti in nazionale ― Slovenia | Cronologia completa delle presenze e delle reti in nazionale ― Slovenia | Cronologia completa delle presenze e delle reti in nazionale ― Slovenia | Cronologia completa delle presenze e delle reti in nazionale ― Slovenia | Cronologia completa delle presenze e delle reti in nazionale ― Slovenia | Cronologia completa delle presenze e delle reti in nazionale ― Slovenia | Cronologia completa delle presenze e delle reti in nazionale ― Slovenia |
| Data                                                                    | Città                                                                   | In casa                                                                 | Risultato                                                               | Ospiti                                                                  | Competizione                                                            | Reti                                                                    | Note                                                                    |
| ----------------------------------------------------------------------- | ----------------------------------------------------------------------- | ----------------------------------------------------------------------- | ----------------------------------------------------------------------- | ----------------------------------------------------------------------- | ----------------------------------------------------------------------- | ----------------------------------------------------------------------- | ----------------------------------------------------------------------- |
| 7-4-1993                                                                | Lubiana                                                                 | Slovenia                                                                | 2 – 0                                                                   | Estonia                                                                 | Amichevole                                                              | -                                                                       | 75’                                                                     |
| 10-11-1996                                                              | Lubiana                                                                 | Slovenia                                                                | 1 – 2                                                                   | Bosnia ed Erzegovina                                                    | Qual. Mondiali 1998                                                     | -                                                                       | 46’                                                                     |
| 9-10-1999                                                               | Maribor                                                                 | Slovenia                                                                | 0 – 3                                                                   | Grecia                                                                  | Qual. Euro 2000                                                         | -                                                                       | 60’                                                                     |
| Totale                                                                  |                                                                         | Presenze                                                                | 3                                                                       |                                                                         | Reti                                                                    | 0                                                                       |                                                                         |

### Statistiche da allenatore
Statistiche aggiornate al 18 febbraio 2023; in grassetto le competizioni vinte.
| Stagione            | Squadra           | Campionato        | Campionato | Campionato | Campionato | Campionato | Coppe nazionali | Coppe nazionali | Coppe nazionali | Coppe nazionali | Coppe nazionali | Coppe continentali | Coppe continentali | Coppe continentali | Coppe continentali | Coppe continentali | Altre coppe | Altre coppe | Altre coppe | Altre coppe | Altre coppe | Totale | Totale | Totale | Totale | % Vittorie | Piazzamento   |
| Stagione            | Squadra           | Comp              | G          | V          | N          | P          | Comp            | G               | V               | N               | P               | Comp               | G                  | V                  | N                  | P                  | Comp        | G           | V           | N           | P           | G      | V      | N      | P      | %          | Piazzamento   |
| ------------------- | ----------------- | ----------------- | ---------- | ---------- | ---------- | ---------- | --------------- | --------------- | --------------- | --------------- | --------------- | ------------------ | ------------------ | ------------------ | ------------------ | ------------------ | ----------- | ----------- | ----------- | ----------- | ----------- | ------ | ------ | ------ | ------ | ---------- | ------------- |
| ago.2011-mag. 2012  | Mura 05           | SNL               | 30         | 17         | 4          | 9          | -               | -               | -               | -               | -               | -                  | -                  | -                  | -                  | -                  | -           | -           | -           | -           | -           | 30     | 17     | 4      | 9      | 56,67      | Sub, 3°       |
| lug.-ott. 2012      | Grazer AK         | RLM               | 14         | 5          | 5          | 4          | CA              | 2               | 1               | 0               | 1               | -                  | -                  | -                  | -                  | -                  | -           | -           | -           | -           | -           | 16     | 6      | 5      | 5      | 37,50      | Resc cons     |
| mar.-mag. 2013      | Mura 05           | SNL               | 15         | 4          | 4          | 7          | -               | -               | -               | -               | -               | -                  | -                  | -                  | -                  | -                  | -           | -           | -           | -           | -           | 15     | 4      | 4      | 7      | 26,67      | Sub, 9° (ret) |
| ago.-set. 2013      | Aluminij          | 2.SNL             | 7          | 3          | 3          | 1          | CS              | 1               | 1               | 0               | 0               | -                  | -                  | -                  | -                  | -                  | -           | -           | -           | -           | -           | 8      | 4      | 3      | 1      | 50,00      | Dim           |
| ott. 2013-mag. 2014 | Maribor           | SNL               | 25         | 17         | 3          | 5          | CS              | 6               | 3               | 2               | 1               | UEL                | 7                  | 2                  | 2                  | 3                  | -           | -           | -           | -           | -           | 38     | 22     | 7      | 9      | 57,89      | Sub, 1°       |
| 2014-2015           | Maribor           | SNL               | 36         | 24         | 7          | 5          | CS              | 5               | 3               | 1               | 1               | UCL                | 12                 | 3                  | 6                  | 3                  | SS          | 1           | 1           | 0           | 0           | 54     | 31     | 14     | 9      | 57,41      | 1°            |
| lug.-ago. 2015      | Maribor           | SNL               | 6          | 3          | 2          | 1          | CS              | 0               | 0               | 0               | 0               | UCL                | 2                  | 1                  | 0                  | 1                  | SS          | 1           | 0           | 1           | 0           | 9      | 4      | 3      | 2      | 44,44      | Eson          |
| Totale Maribor      | Totale Maribor    | Totale Maribor    | 67         | 44         | 12         | 11         |                 | 11              | 6               | 3               | 2               |                    | 21                 | 6                  | 8                  | 7                  |             | 2           | 1           | 1           | 0           | 101    | 57     | 24     | 20     | 56,44      |               |
| 2017-2018           | NŠ Mura           | 2.SNL             | 30         | 23         | 3          | 4          | CS              | 3               | 1               | 0               | 2               | -                  | -                  | -                  | -                  | -                  | -           | -           | -           | -           | -           | 33     | 24     | 3      | 6      | 72,73      | 1° (prom)     |
| 2018-2019           | NŠ Mura           | SNL               | 36         | 13         | 12         | 11         | CS              | 5               | 3               | 1               | 1               | -                  | -                  | -                  | -                  | -                  | -           | -           | -           | -           | -           | 41     | 16     | 13     | 12     | 39,02      | 4°            |
| 2019-2020           | NŠ Mura           | SNL               | 36         | 14         | 14         | 8          | CS              | 5               | 4               | 0               | 1               | UEL                | 2                  | 0                  | 0                  | 2                  | -           | -           | -           | -           | -           | 43     | 18     | 14     | 11     | 41,86      | 4°            |
| 2020-2021           | NŠ Mura           | SNL               | 36         | 17         | 12         | 7          | CS              | 1               | 0               | 0               | 1               | UEL                | 3                  | 2                  | 0                  | 1                  | -           | -           | -           | -           | -           | 40     | 19     | 12     | 9      | 47,50      | 1°            |
| lug.-dic. 2021      | NŠ Mura           | SNL               | 19         | 7          | 8          | 4          | CS              | 1               | 0               | 1               | 0               | UCL+UEL+UECL       | 4+4+6              | 2+1+1              | 1+2+0              | 1+1+5              | -           | -           | -           | -           | -           | 34     | 11     | 12     | 11     | 32,35      | Eson          |
| Totale Mura         | Totale Mura       | Totale Mura       | 202        | 95         | 57         | 50         |                 | 15              | 8               | 2               | 5               |                    | 19                 | 6                  | 3                  | 10                 |             | -           | -           | -           | -           | 236    | 109    | 62     | 65     | 46,19      |               |
| feb.-mag. 2022      | Ludogorec         | PFL               | 13         | 12         | 1          | 0          | CB              | 3               | 1               | 0               | 2               | -                  | -                  | -                  | -                  | -                  | -           | -           | -           | -           | -           | 16     | 13     | 1      | 2      | 81,25      | Sub, 1°       |
| 2022-2023           | Ludogorec         | PFL               | 20         | 15         | 4          | 1          | CB              | 2               | 2               | 0               | 0               | UCL+UEL+UECL       | 6+8+2              | 3+3+1              | 0+2+0              | 3+3+1              | SB          | 1           | 0           | 1           | 0           | 39     | 24     | 7      | 8      | 61,54      |               |
| Totale Ludogorets   | Totale Ludogorets | Totale Ludogorets | 33         | 27         | 5          | 1          |                 | 5               | 3               | 0               | 2               |                    | 16                 | 7                  | 2                  | 7                  |             | 1           | 0           | 1           | 0           | 55     | 37     | 8      | 10     | 67,27      |               |
| Totale carriera     | Totale carriera   | Totale carriera   | 323        | 174        | 82         | 67         |                 | 34              | 19              | 5               | 10              |                    | 56                 | 19                 | 13                 | 24                 |             | 3           | 1           | 2           | 0           | 416    | 213    | 102    | 101    | 51,20      |               |

## Palmarès

### Allenatore

#### Competizioni nazionali
- Campionato sloveno: 3

Maribor: 2013-2014, 2014-2015
NŠ Mura: 2020-2021
- Supercoppa di Slovenia: 1

Maribor: 2014
- Druga slovenska nogometna liga: 1

NŠ Mura: 2017-2018
- Coppa di Slovenia: 1

NŠ Mura:2019-2020
- Campionato bulgaro: 1

Ludogorec: 2021-2022
- Supercoppa di Bulgaria: 1

Ludogorec: 2022
- Coppa di Bulgaria: 1

Ludogorec: 2022-2023